# أوهد (يوم)
أَوْهَد (وكان يُسمى أيضاً أَهـْوَن) هو الاسم الذي يطلق على يوم الاثنين في الجاهلية. اشتق اسمه من الوَهْدَة، أي الانحطاط لانخفاض العدد من الأوّل إلى الثّاني.